# Alfred Zellweger
Alfred Zellweger-Krüsi (* 3. September 1855 in Trogen; † 13. Juni 1916 in Zürich; heimatberechtigt in Trogen) war ein Schweizer Elektroingenieur, Erfinder und Unternehmer aus dem Kanton Appenzell Ausserrhoden.

## Leben
Alfred Zellweger-Krüsi war ein Sohn des Salomon Zellweger. Im Jahr 1886 heiratete er Hermine Krüsi, die Tochter des Apothekers Johann Jakob Krüsi. Von 1871 bis 1874 hospitierte er an der Telegrafenfabrik von Matthäus Hipp in Neuenburg. Er studierte von 1874 bis 1877 am Polytechnikum Zürich und bildete sich dann in Paris und London weiter. Er war Elektroingenieur, bezeichnete sich jedoch selbst als Elektriker.
Ende 1880 konnte er mit väterlicher finanzieller Unterstützung das Unternehmen von Wilhelm Ehrenberg, die Kuhn & Ehrenberg, Telegraphenwerkstätte in Uster und Zürich erwerben. Diese baute er bis 1892 mit seinem Partner Wilhelm Heinrich von Ehrenberg und danach alleine aus. Aus seiner A. Zellweger und Compagnie ging der Weltkonzern Zellweger Uster hervor.
Als Pionier der elektrischen Kraftübertragung baute Zellweger Schwachstromanlagen. Bekannt wurden vor allem seine Telefonanlagen, Elektromotoren und Elektromagnete. Mehrere Erfindungen wurden patentiert. Unter anderem ein Fahrtenschreiber für Fahrzeuge und eine elektrische Kaffeemühle. Die von Zellweger erfundene automatische Knüpfmaschine war für die Textilindustrie von Bedeutung.
Zwei Jahre nach seinem Tod erwarb Jakob Heusser-Staub die Aktienmehrheit an dem Unternehmen. Seine Kinder verkauften 1924 ihre Anteile an dem Unternehmen.